# Діабетична ретинопатія
Діабети́чна ретинопаті́я (ДР) — захворювання сітківки ока, яке розвивається як ускладнення цукрового діабету. Являє собою прогресуюче пошкодження дрібних судин (мікроангіопатія) викликає спочатку непомітне пошкодження сітківки ока, яке при прогресуванні може призвести до сліпоти.

## Причини
Найважливішою причиною діабетичної ретинопатії є тривала гіперглікемія. При строгому контролі цукру крові прогресування захворювання можна зупинити чи щонайменше сповільнити. Під час фази гормональної перебудови (пубертатний вік, вагітність) ризик розвитку і прогресування ускладнення значно підвищується. Іншими незалежними факторами ризику є підвищений артеріальний тиск, прееклампсія, діабетична нефропатія, гіперліпідемія.

## Патогенез
Обов'язковою умовою розвитку ДР є підвищення рівня глюкози в крові (гіперглікемія). При гіперглікемії пошкоджується ендотелій судин, який відіграє значну роль в системних і місцевих метаболічних процесах, забезпечує вибіркове потрапляння речовин з плазми крові в тканини і навпаки.
При високій концентрації глюкоза вступає в ряд небажаних для організму біохімічних реакцій. Наприклад, зв'язується з білками крові і тканин (глікозильовані білки), змінюючи при цьому їх структуру, властивості і відповідно функцію. Глікозильовані білки пошкоджують стінку судини, викликаючи вазоконстрикцію. Сприяють підвищеній агрегації тромбоцитів → мікротромби.
В патогенезі діабетичної ретинопатії відіграють роль два провідні патогенетичні механізми
- підвищення проникливості судинної стінки, що призводить до появи набряків, твердих ексудатів и геморагії на сітківкці.
- процес утворення мікротромбів і оклюзія капілярів, це призводить до розвитку зон ішемії і гіпоксії. Пізніше в цих місцях виробляються фактори ендотеліального росту судин, які викликають процес неоваскуляризації.

## Форми захворювання

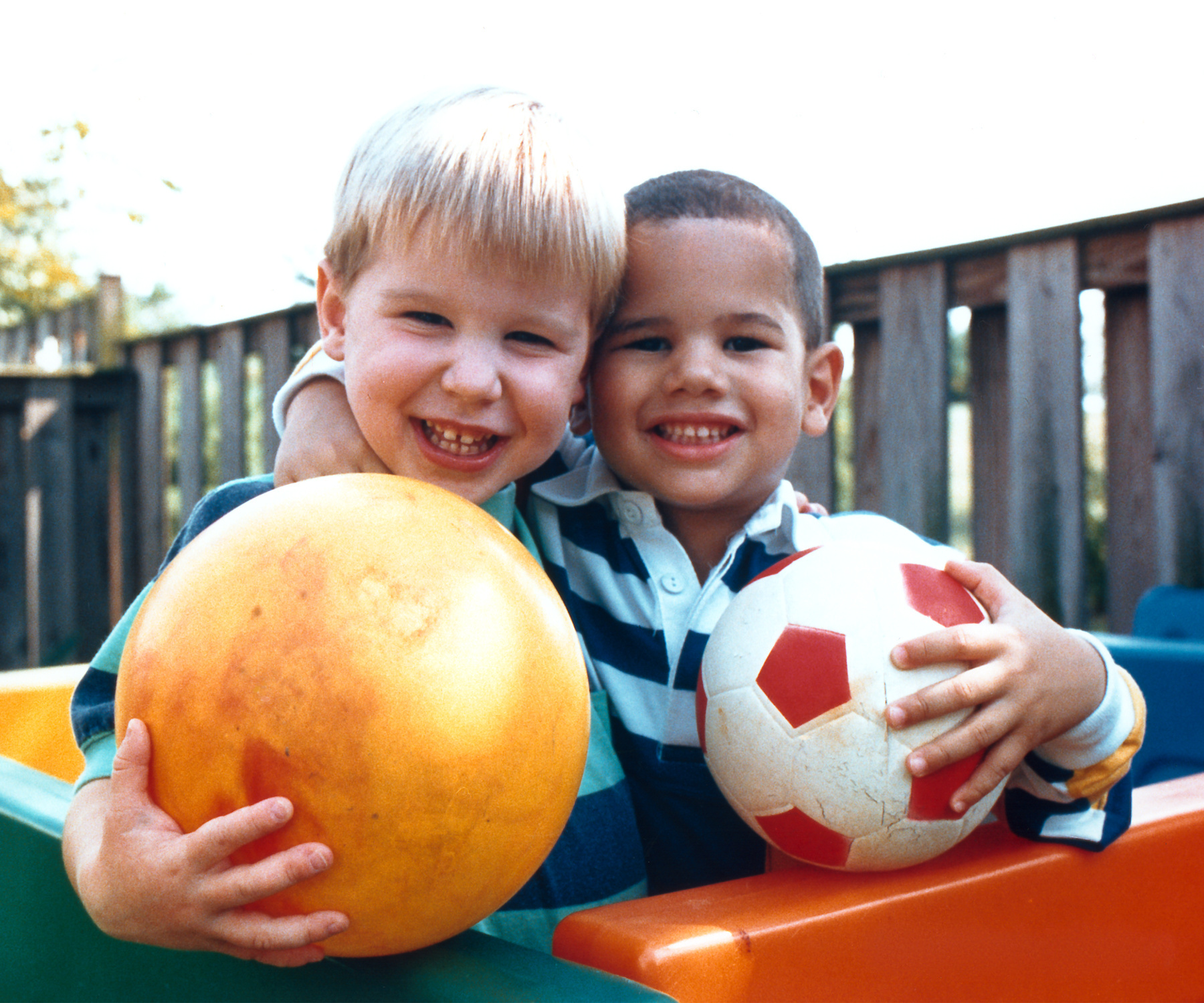
Нормальний зір

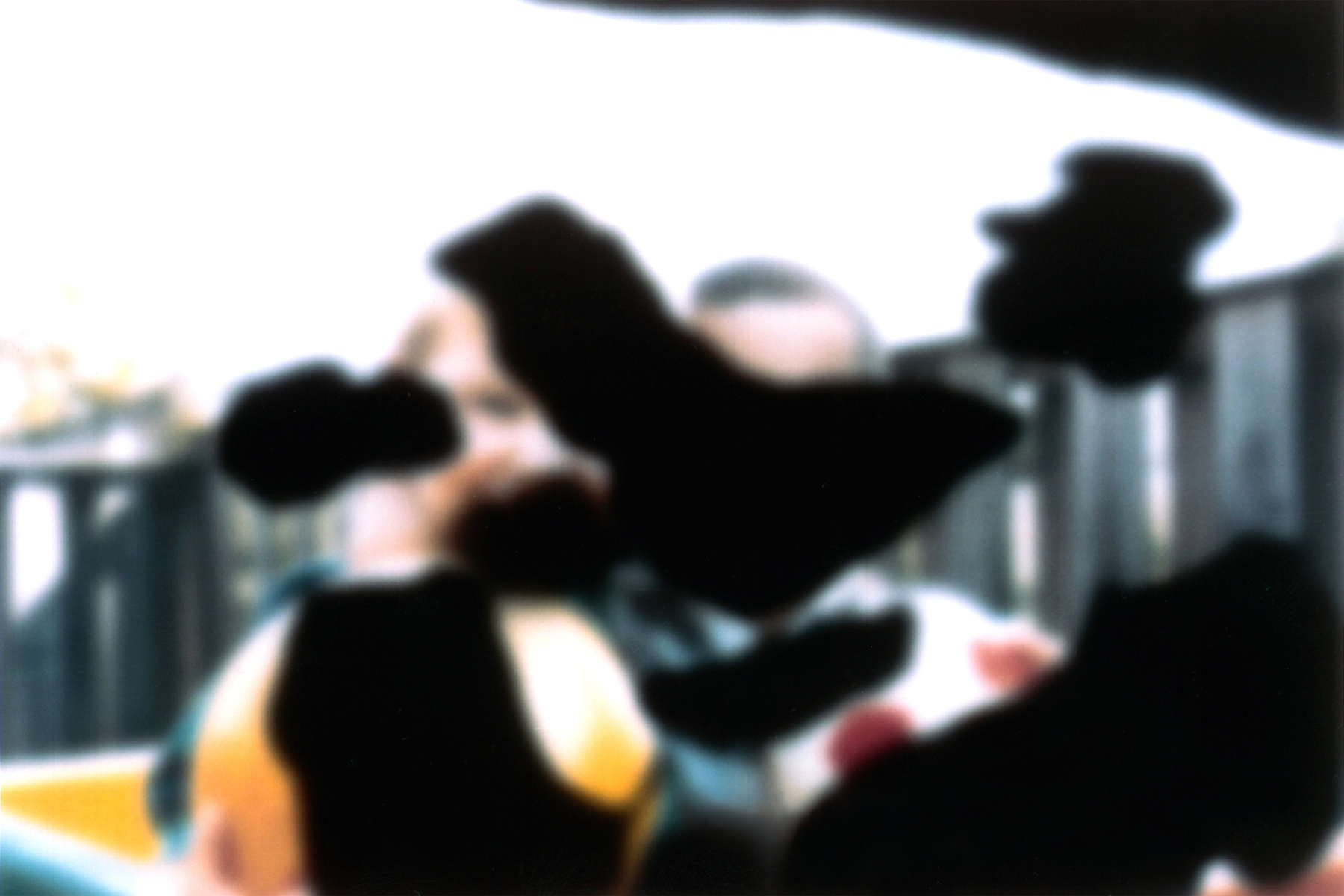
Зір при діабетичній ретинопатії

### Непроліферативна ретинопатія
Ця стадія ретинопатії називається так, тому що не відбувається процесу розростання капілярів (проліферації). На цій стадії скарги у хворих відсутні. Однак при офтальмоскопії видно наступні зміни: мішковидні потовщення капілярів (мікроаневризми), внутрішньосітківкові точкові або штрихоподібні геморагії, інтраретинальні мікросудинні аномалії (шунти між артеріолами і венулами), при цьому кров не попадає в мілкі затромбовані капіляри і відповідно в тканини. Можуть мати місце тверді і м'які ексудати. Тверді ексудати утворюються при просочуванні ліпідів в тканини сітківки з плазми крові. М'які ексудати або ватоподібні вогнища —- це інфаркти в шарі нервових волокон, при офтальмоскопії мають вигляд білих плям з розмитими контурами. Ендотелій судин може стати проникливим для плазми крові, це спричиняє місцевий набряк сітківки (порушується гемато-ретинальний бар'єр).

### Препроліферативна ретинопатія
При прогресуванні, захворювання переходить в наступну стадію, при якій патологічні зміни посилюються. Для цієї стадії характерні скупчені крововиливи, дифузний набряк сітківки, утворення венозних петель, а також безсудинних зон сітківки. Вени сітківки можуть набувати вигляду чоток. Ці зміни викликають вивільнення факторів росту судин, які запускають процеси неоваскуляризації. Приблизно у 50 % пацієнтів з препроліферативною ретинопатією протягом одного року розвивається проліферативна ретинопатія.

### Проліферативна ретинопатія
Важка форма діабетичної ретинопатії становить загрозу для зору. Свою назву отримала через проліферацію, утворення нових патологічних кровоносних судин сітківки і скловидного тіла. Ця стадія захворювання витікає з препроліферативної ретинопатії. В зонах сітківки, які погано кровопостачаються (зони ішемії) утворюються сигнальні речовини (та інші фактори росту ендотелію судин), які провокують неоваскуляризацію. Нові судини проростають в першу чергу із сосочка зорового нерву і великих судин сітківки у внутрішнє середовище ока, скловидне тіло. Новоутворені судини мають дуже тонку і ламку стінку, тому часто пошкоджуються, це призводить до крововиливу. Крововилив у скловидне тіло викликає раптове, грубе погіршення гостроти зору (гемофтальм). На пізніших стадіях такі судини можуть стискати сітківку, що може привести до сліпоти чи навіть втрати ока. На пізніх стадіях неоваскуляризація може торкнутися і райдужної оболонки — рубеоз. Це може викликати порушення шляхів відтоку водянистої вологи і викликати підвищення внутрішньоочного тиску, розвивається вторинна (рубеозна) глаукома.
Проліферативна ретинопатія розвивається частіше при цукровому діабеті 1-го типу ніж при ЦД 2-го типу. Через 15-20 років у хворих на цукровий діабет 1-го типу проліферативна ретинопатія виявляється у 50% хворих і у хворих на цукровий діабет II типу 15-30%. Особливо швидко вона розвивається в пубертатний період і при вагітності.

### Діабетична макулопатія

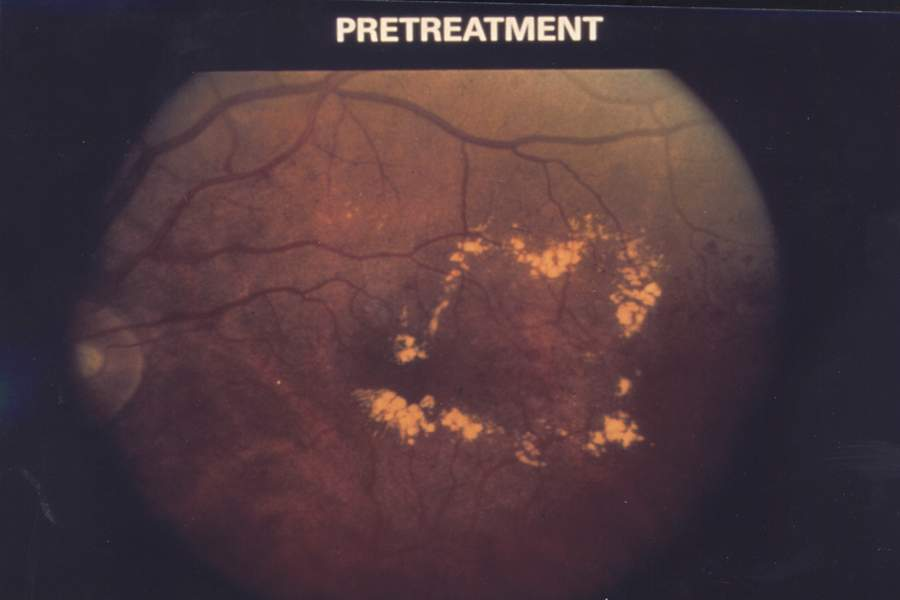
Очне дно при макулярному набряку

При макулопатії пошкоджується місце найкращого бачення сітківки (жовта пляма), це призводить до прогресуючої втрати центрального зору, неможливості читання і керування автомобілем. Причиною є жирові відкладення чи набряк сітківки в області жовтої плями, викликане пошкодженням маленьких судин. Жовта пляма пошкоджується і безпосередньо через недостатнє кровопостачання. Макулопатія є найчастішою причиною пошкодження зору у пацієнтів. Вона може виникати на всіх стадіях захворювання.

## Обстеження
Поряд з офтальмоскопією обстеження стану судин сітківки можна провести за допомогою флюоресцентної ангіографії. Цей метод є обов'язковим перед лазерним лікуванням. З недавніх пір використовують також оптичну когерентну томографію, яка дає можливість оцінити стан шарів жовтої плями. Цей метод особливо корисний при оцінці перебігу макулярного набряку. Всі форми ретинопатії залишаються для хворого довгий час безсимптомними і лише на пізніх стадіях, коли процес поширюється на жовту пляму чи виникає крововилив в скловидне тіло хворі помічають погіршення зору. Воно може повільно прогресувати, а може призвести до раптового осліплення (крововилив в скловидне тіло).

## Лікування
Найголовнішим фактором лікування і попередження прогресування діабетичної ретинопатії є строге підтримання нормальнного рівня глюкози крові.
Виліковування діабетичної ретинопатії, як і ЦД, на сьогоднішній день неможливі. Хоча іноді вдається досягти деякого покращення. Чим раніше виявити захворювання і чим раніше почати лікування, тим кращих результатів можна досягти. Для визначення якості контролю глюкози крові пацієнтом служить рівень глікованого (глікозильованого) гемоглобіну HbA1c, який відображає середній рівень глюкози за останні три місяці. Рівень глікованого гемоглобіну не повинен перевищувати 7,0 %. Значну увагу необхідно приділити профілактичним оглядам, для того щоб вчасно виявити і попередити подальше прогресування ДР.
Все більшого значення набуває з кожним роком лазерна фототерапія.

## Ускладнення
- Крововилив в скловидне тіло (гемофтальм)
- Відшарування сітківки
- Вторинна рубеозна глаукома
- Субатрофія очного яблука